# Billy Blanco
Billy Blanco, nome d'arte di William Blanco Abrunhosa Trindade (Belém, 8 marzo 1924 – Rio de Janeiro, 8 luglio 2011), è stato un cantante, musicista e compositore brasiliano.

## Biografia
Attratto dal mondo musicale fin da bambino, Billy Blanco iniziò a registrare nel 1951, dopo aver esercitato per breve tempo la professione di architetto (in ragione della laurea conseguita all'Università federale di Rio de Janeiro); la prima composizione da lui incisa fu Pra Variar.
Il vero successo arrivò tre anni dopo con la musica di Estatutos Da Gafieira, composta per Inezita Barroso. Da allora Billy Blanco intensificò la propria attività artistica, cantando i suoi pezzi per chitarra e collaborando con molti personaggi quali Baden Powell, Dick Farney, João Gilberto, Elizeth Cardoso, Elza Soares, Elis Regina.
Nella sua produzione egli esplorò il samba, il pop e la bossa nova, operando sovente la fusione dei vari generi. Tra le sue composizioni più note si ricordano Canto Livre (scritto nel periodo della dittatura in Brasile), Samba Triste, la serie di Sinfonia Paulistana (formata da quindici pezzi), e quella di Sinfonia do Rio De Janeiro (formata da dieci).
Negli ultimi anni compose anche brani gospel.
Morì nel 2011 all'età di 87 anni, a seguito di un ictus.

## Vita privata
Era padre di Billy Blanco Jr. e nonno di Lua Blanco, che hanno anch'essi intrapreso percorsi musicali.

## Pubblicazioni (in collaborazione)
- MACEDO, Regina Helena - Tirando de Letra e Música - Editrice Record - 1996 - 224 pp. - ISBN 85-01-04339-7
- MACEDO, Regina Helena - Florentino Dias: uma vida dedicada a música - Editrice Record - 96 pp. - ISBN 85-01-05652-9